# Mickaël Le Bihan
Mickaël Le Bihan (Ploemeur, 16 maggio 1990) è un calciatore francese, attaccante svincolato.

## Caratteristiche tecniche
È un centravanti.

## Carriera
Il 30 agosto 2019 si trasferisce all'Auxerre, militante in Ligue 2, dal Nizza.

## Palmarès

### Individuale
- Capocannoniere della Ligue 2: 1

2014-2015 (18 gol)